# Gallatin, Texas
Gallatin là một thành phố thuộc quận Cherokee, tiểu bang Texas, Hoa Kỳ. Năm 2010, dân số của xã này là 419 người.

## Dân số
- Dân số năm 2000: 378 người.
- Dân số năm 2010: 419 người.